# Comedian
«Comedian» («Комедиант» или «Комик») — произведение итальянского художника Маурицио Каттелана, созданное в 2019 году.
Созданное в трёх экземплярах, представляет собой свежий банан, прикреплённый сантехнической клейкой лентой к стене. Как произведение концептуального искусства, имело[почему?] сертификат подлинности.

## История
Художник Маурицио Каттелан известен своими необычными произведениями. Ранее он уже использовал клейкую ленту для своей работы «A Perfect Day» в 1999 году, когда прикрепил арт-дилера Массимо Де Карло к стене художественной галереи.
Comedian вызвало споры, и некоторые репортёры, такие как Робин Погребин, задавались вопросом — было ли это вообще искусством? The Guardian назвала Comedian «сомнительно гениальной работой». Newsweek назвал это «юмористическим минималистским произведением искусства».
Произведение было создано в трёх экземплярах, два из которых были куплены за 120 000 долларов прямо на выставке Art Basel в Майами-Бич: один — Сарой Андельман, основательницей бутика Colette; другой — частными лицами Билли и Беатрис Кокс. Оставшийся третий экземпляр желали купить многие, включая Дэмьена Херста, но работа досталась музею Соломона Гуггенхейма.
После продажи одного из экземпляров коллекционер Дэвид Датуна прямо на выставке съел банан из произведения во время своего выступления, назвав действие перфомансом «Hungry Artist» (с англ. — «голодный художник»). Банан в тот же день был заменён новым.
Утром в воскресенье 8 декабря 2019 года Comedian было снято с выставки, после чего галерея опубликовала заявление следующего содержания:
В простой композиции произведения Comedian в конечном счёте было представлено сложное отражение нас самих. Мы хотели бы сердечно поблагодарить как всех, кто поучаствовал в этом незабываемом приключении, так и наших коллег. Мы приносим свои искренние извинения посетителям ярмарки, которые не смогут сегодня принять участие в Comedian.

Оригинальный текст (англ.)Comedian, with its simple composition, ultimately offered a complex reflection of ourselves. We would like to warmly thank all those who participated in this memorable adventure, as well as to our colleagues. We sincerely apologize to all the visitors of the fair who today will not be able to participate in Comedian.
20 ноября 2024 года одна из версий «Комедианта» была продана на аукционе Сотбис за $6,2 млн; покупателем стал китайский криптопредприниматель и основатель платформы Tron Джастин Сан.  Он сразу же пообещал съесть банан из экспозиции «как часть этого уникального художественного опыта, отдавая дань уважения его месту как в истории искусства, так и в популярной культуре», и 29 ноября 2024 года исполнил обещание.